# Комитет по делам искусств при Совете Министров СССР
Комитет по делам искусств при Совете народных комиссаров СССР (с 1946 при Совете министров СССР) — государственный орган СССР на правах союзно-республиканского министерства.

## История
16 декабря 1935 было принято постановление Политбюро ЦК ВКП(б) «Об организации Всесоюзного комитета по делам искусств» для руководства «всеми делами искусств, с подчинением ему театров, киноорганизаций, музыкальных и художественно-живописных, скульптурных и иных учреждений».
17 января 1936 появилось соответствующее постановление СНК. Первоначально руководил всеми видами искусств, но в 1938 году кинематография вновь восстановила статус самостоятельной отрасли, для руководства которым был создан отдельный Комитет по делам кинематографии при СНК СССР. 15 марта 1953 года Комитет по делам искусств был ликвидирован, его функции переданы Министерству культуры СССР. 

## Структура
Структура Комитета периодически изменялась.
Управления в составе Комитета:
1. Главное управление музыкальных учреждений
2. Главное управление музыкальных театров
3. Главное управление драматических театров
4. Главное управление по контролю за репертуаром (Главрепертком)
5. Главное управление изобразительного искусства
6. Главное управление цирка
7. Главное управление учебных заведений
8. Главное управление кадров
9. Главное управление промышленных предприятий
10. Главное управление снабжения

В ведении Комитета находились издательства «Искусство», «Музыка», «Советский художник», «Советский график», Издательство ВТО, Издательство Музфонда.
В 1939 при Комитете был учреждён Художественный совет с секциями театра и драматургии, музыки и изобразительного искусства.
В 1940 Комитету из ведения Союза писателей был передан Литфонд.
Председатель Комитета в качестве представителя правительства входил в Комитет по Сталинским премиям, в президиум профсоюза работников культуры.

## Председатели
- 1936—1938 П. М. Керженцев
- 1938—1939 А. И. Назаров
- 1939—1948 М. Б. Храпченко
- 1948—1951 П. И. Лебедев
- 1951—1953 Н. Н. Беспалов